# Videojoc de simulació de mascotes
El videojoc de simulació de mascotes són jocs que simulen o aparenten tenir un animal de companyia real o imaginari però en una consola. El jugador s'ha de fer càrrec de cuidar-lo i estar atent a les seves necessitats.
En aquests videojocs, el jugador interacciona directa i normalment únicament amb l'animal. No hi ha cap mena de contacte amb persones dins del joc. Seria una evolució del conegut joc del Tamagotchi.
Un dels més coneguts seria el Nintendogs de la consola Nintendo DS on has de fer-te càrrec del teu propi gos, encara que d'aquesta saga de videojocs hi ha per a tota mena d'animals.